# 3231 Mila
3231 Mila eller 1972 RU2 är en asteroid i huvudbältet som upptäcktes den 4 september 1972 av den sovjetisk-ryska astronomen Ljudmila Zjuravljova vid Krims astrofysiska observatorium på Krim. Den har fått sitt namn efter den sovjetiska isdansösen Lyudmila Pakhomova.
Asteroiden har en diameter på ungefär 13 kilometer.